# Bachorzyna
Bachorzyna – potok w Polsce, w województwie dolnośląskim, powiecie kamiennogórskim, gminie Lubawka.
Potok wypływa z wysokości 699 m n.p.m. w miejscowości Paczyn. Osiąga długość 3,51 kilometra. Jest lewym dopływem Bobru (wpada do jeziora Bukowskiego na wysokości ok. 532 m n.p.m.). W miejscowości Paprotki, przecina drogę powiatową nr. 3474D na kilometrze drogi 2+200.
Potok przecina szlak turystyczny, zielony – prowadzący z Rozdroża pod Sulicą do Lubawki.